# Dieter E. Zimmer
Dieter Eduard Zimmer (* 24. November 1934 in Berlin-Pankow; † 19. Juni 2020 in Berlin) war ein deutscher Journalist, Autor und Übersetzer.

## Leben
Zimmer studierte nach dem Abitur Literatur- und Sprachwissenschaft sowie Anglistik in Berlin, später auch in Genf und den USA. Ab 1959 lebte er in Hamburg und war dort lange Redakteur der Wochenzeitung Die Zeit, von 1973 bis 1977 ihr Feuilletonchef. Ab 2000 war Zimmer als freier Schriftsteller, Literaturkritiker, Übersetzer und Publizist in Berlin tätig. Er veröffentlichte Bücher und Zeitschriftenartikel zu Fragen der Psychologie, Biologie, Anthropologie, Medizin, Linguistik, Kommunikationswissenschaft und des Bibliothekswesens. Ab 1989 war Zimmer Herausgeber der deutschen Gesamtausgabe von Vladimir Nabokovs Schriften. Über Zimmers Bedeutung als Übersetzer Nabokovs schrieb Marcel Reich-Ranicki:

„Was er in dieser Hinsicht als Übersetzer, Herausgeber und Bibliograph geleistet hat, ist so enorm und so exzeptionell, dass es anmaßend erscheinen mag, seine Arbeit mit den üblichen lobenden Sätzen zu bedenken. Nur soviel: Wir verdanken ihm mehr als den meisten deutschen Lyrikern und Romanciers unserer Tage. Wozu haben wir eigentlich die vielen Literaturpreise, die so gern jenen verliehen werden, die schon zehnmal preisgekrönt wurden?“

Als Übersetzer hat Zimmer unter anderem Werke von Nabokov, James Joyce, Edward Gorey, Nathanael West, Ambrose Bierce und Jorge Luis Borges ins Deutsche übertragen.
In Büchern und Essays beschäftigte er sich ab Anfang der 1970er Jahre mit der Intelligenzforschung und vor allem der Frage, ob Intelligenz erblich ist. Er vertrat dabei den nativistischen Standpunkt, wonach der Intelligenzquotient in hohem Maße erblich sei. Zimmer schrieb außerdem über Sigmund Freud und die Psychoanalyse, beschäftigte sich mit der Käfighaltung der Hühner und veröffentlichte Bücher zum Sprachwandel wie zum Beispiel Redens Arten, So kommt der Mensch zur Sprache und Die Wortlupe.
In einer Laudatio zum 80. Geburtstag lobte Josef Joffe Zimmers intellektuelle „Unbestechlichkeit“, seine „knappe und klare Sprache“, mit der es ihm gelinge, auch komplizierte Sachverhalte verständlich zu machen, und sein umfassendes Wissen, weshalb man ihn einen „Renaissance-Menschen“ nennen könne.

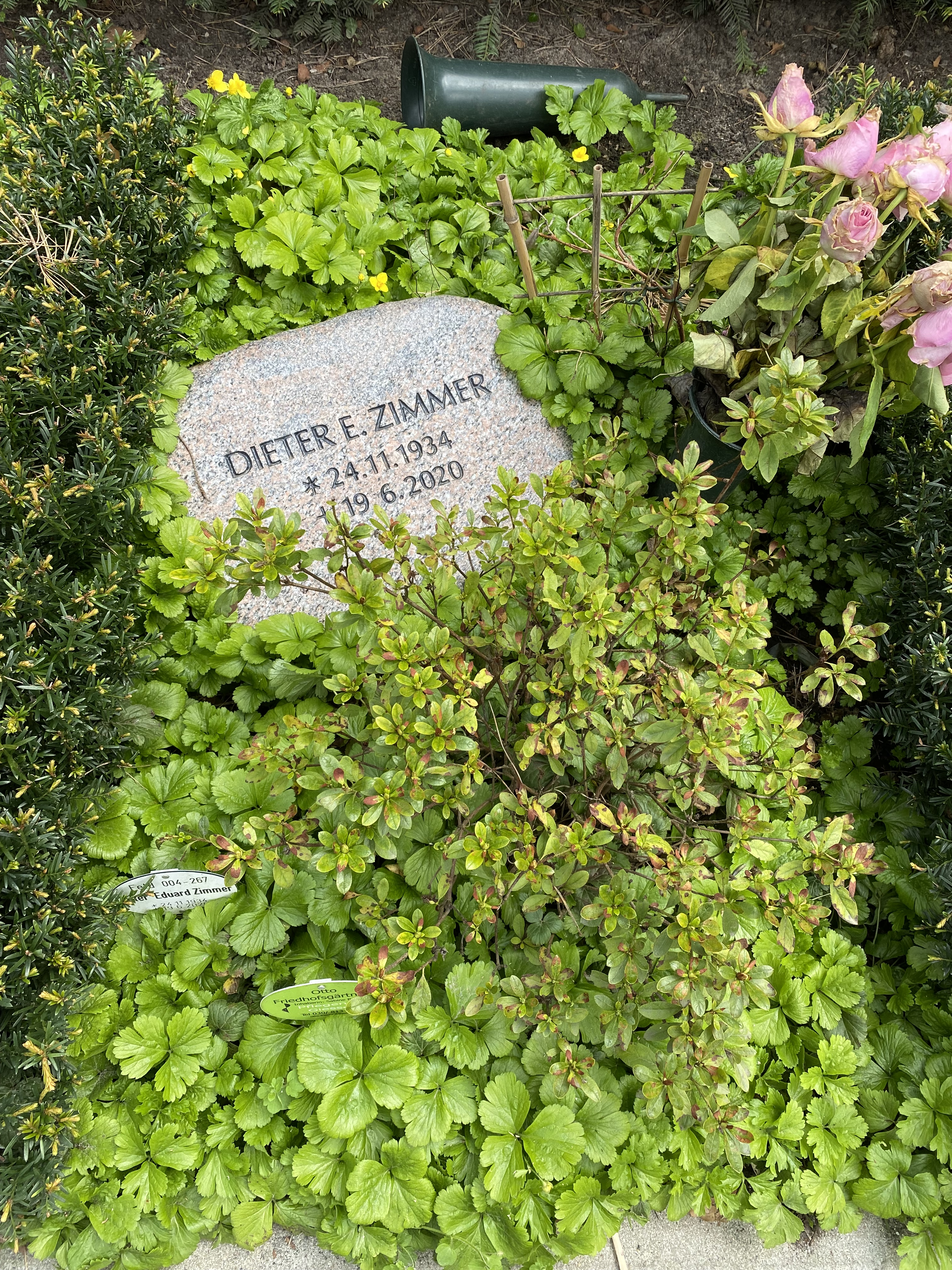
Grabstätte

Dieter E. Zimmer starb im Juni 2020 im Alter von 85 Jahren in Berlin und erhielt seine letzte Ruhestätte auf dem Waldfriedhof Dahlem (Feld 004-267).

## Ehrungen und Auszeichnungen
- Friedrich-Perthes-Preis des Börsenvereins des Deutschen Buchhandels, 1964
- Theodor-Wolff-Preis des Bundesverbands Deutscher Zeitungsverleger (BVDZ), 1969
- Preis für Wissenschaftspublizistik der Deutschen Gesellschaft für Psychologie, 1982
- Medienpreis für Sprachkultur der Gesellschaft für deutsche Sprache, 1990
- Preis des Anglistentags für Wissenschaftsjournalismus, 1991
- Helmut-M.-Braem-Übersetzerpreis, 1996
- Helmut-Sontag-Preis des Deutschen Bibliotheksverbands, 1997
- Dr. phil. h. c. (Technische Universität Dresden, 2003)[8]
- Heinrich Maria Ledig-Rowohlt-Preis, 2008

## Schriften
- Vladimir Nabokov – Bibliographie des Gesamtwerkes. 1963/64.
- Ein Medium kommt auf die Welt. 1970.
- Der Streit um die Intelligenz. 1975.
- Ich möchte lieber nicht, sagte Bartleby. 1978.
- Unsere erste Natur. 1979.
- Der Mythos der Gleichheit. Piper Verlag, München 1980, ISBN 3-492-00512-8. (Vorwort)
- Die Vernunft der Gefühle. 1981.
- Hühner – Tiere oder Eiweißmaschinen? Rowohlt, Reinbek bei Hamburg 1983, ISBN 978-3-499-17748-4.
- Schlafen und träumen. 1984.
- Redens-Arten. Über Trends und Tollheiten im neudeutschen Sprachgebrauch. Haffmans, Zürich 1986, ISBN 3-251-00071-3.
- So kommt der Mensch zur Sprache. Über Spracherwerb, Sprachentstehung und Sprache & Denken. Haffmans, Zürich 1986, ISBN 3-251-00072-1.
- Tiefenschwindel – Die endlose und die beendbare Psychoanalyse. 1986.
- Experimente des Lebens. 1989.
- Die Elektrifizierung der Sprache. 1991.
- Deutsch und anders – Die Sprache im Modernisierungsfieber. Rowohlt, Reinbek bei Hamburg 1997, ISBN 3-498-07661-2.
- Die Bibliothek der Zukunft. Hoffmann und Campe, Hamburg 2000. Neubearbeitete Taschenbuchausgabe: Ullstein, München 2001, ISBN 3-548-36283-4.
- Nabokovs Berlin, Nicolai, Berlin 2001, ISBN 978-3-87584-095-7.
- A Guide to Nabokov’s Butterflies and Moths. Selbstverlag, Hamburg 2001/03, ISBN 3-00-007609-3 (Web-Edition).
- Sprache in Zeiten ihrer Unverbesserlichkeit. Hoffmann und Campe Verlag, Hamburg 2005, ISBN 3-455-09495-3.[9]
- Nabokov reist im Traum in das Innere Asiens. Mitarbeit Sabine Hartmann, Rowohlt, Reinbek 2006, ISBN 3-498-07663-9.
- Die Wortlupe – Beobachtungen am Deutsch der Gegenwart. Hoffmann und Campe, Hamburg 2006, ISBN 3-455-09531-3.
- Wirbelsturm Lolita – Auskünfte zu einem epochalen Roman. Rowohlt, Reinbek bei Hamburg 2008, ISBN 3-498-07666-3.
- Ist Intelligenz erblich? Eine Klarstellung. Rowohlt, Reinbek bei Hamburg 2012, ISBN 3-498-07667-1.